# Blizna Donja
Blizna Donja, naselje u sjevernom dijelu općine Marina. 

## Zemljopis
Naselje se nalazi jugozapadno od brda Vilaja odnosno jugoistočno od brda Boraja.

## Stanovništvo
Prema popisu stanovništva iz 2001.godine Blizna Donja ima 289 i Blizna Gornja 124 stanovnika.
| broj stanovnika | 342   | 390   | 403   | 417   | 481   | 349   | 626   | 643   | 453   | 528   | 542   | 532   | 439   | 355   | 289   | 258   | 217   |
|                 | 1857. | 1869. | 1880. | 1890. | 1900. | 1910. | 1921. | 1931. | 1948. | 1953. | 1961. | 1971. | 1981. | 1991. | 2001. | 2011. | 2021. |

## Povijest
Prvi put se spominje 1251. g. kao jedinstveno naselje Blizna koje se danas sastoji od dva naselja Blizna Donja i Blizna Gornja. Kroz povijest pripadalo je gradu Trogiru, a potom plemićkim obiteljima Papalić zatim obitelji Kvarko. 
Sjedište župe nalazilo se u susjednom selu Mitlo u razdoblju od 1298. – 1560. kada su istoj župi pripadala i sela Kruševo i Boraja. Tijekom ratova s Turcima došlo je do stradavanja većine stanovništva. Nakon oslobođenja od Turaka 1687. godine utemeljena je župa Sv. Ante u Blizni. Pošto su sinjski franjevci aktivno sudjelovali u naseljavanju novog stanovništva župa je pripala Sinjskom franjevačkom samostanu. Do 1830. godine župa je pripadala Trogirskoj biskupije, a nakon toga Šibenskoj gdje pripada i danas.

## Gospodarstvo
Selo danas ima 300-tinjak obitelji te je poznato po kvalitenim vinogradima.

## Vanjske poveznice
- Općina Marina - www.marina.hr